# هرابووکا (ناحیه پرروف)
هرابووکا (به چکی: Hrabůvka) یک منطقهٔ مسکونی در جمهوری چک است که در ناحیه پرروف واقع شده‌است. هرابووکا ۳٫۰۵ کیلومتر مربع مساحت و ۳۲۴ نفر جمعیت دارد و ۳۳۸ متر بالاتر از سطح دریا واقع شده‌است.